# Burg Lahneck
Die Burg Lahneck ist eine in der ersten Hälfte des 13. Jahrhunderts auf einem steil hervorspringenden 164 m ü. NHN hohen Felsensporn über dem linken Lahnufer an der Lahnmündung erbaute Spornburg. Sie steht im Stadtteil Oberlahnstein der Stadt Lahnstein an Rhein und Lahn gegenüber Schloss Stolzenfels. Ihr Grundriss weist eine Symmetrie in Form eines länglichen Rechtecks auf, die typisch für die Burgen der späten Stauferzeit ist.

## Geschichte

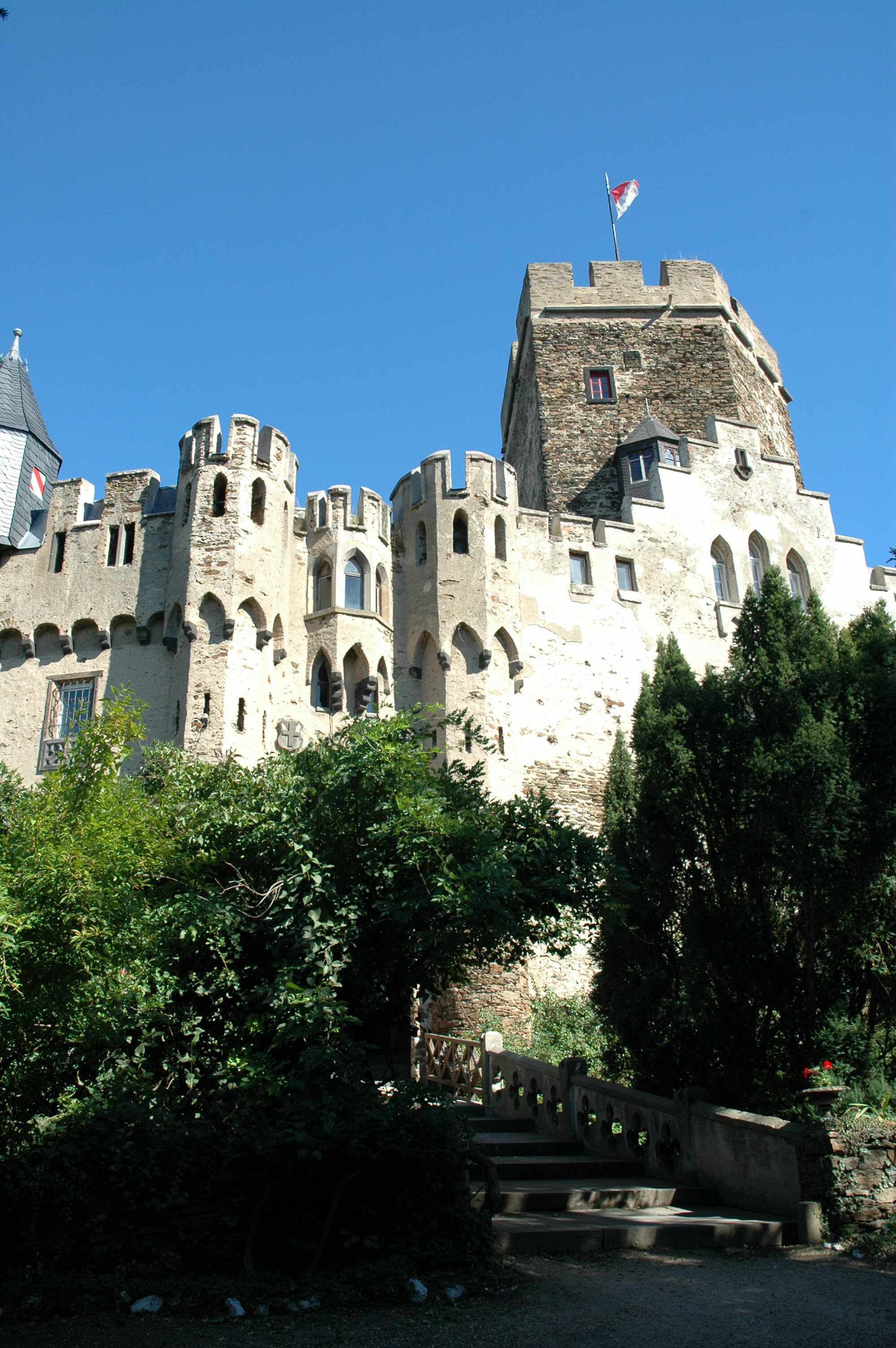
Burg Lahneck

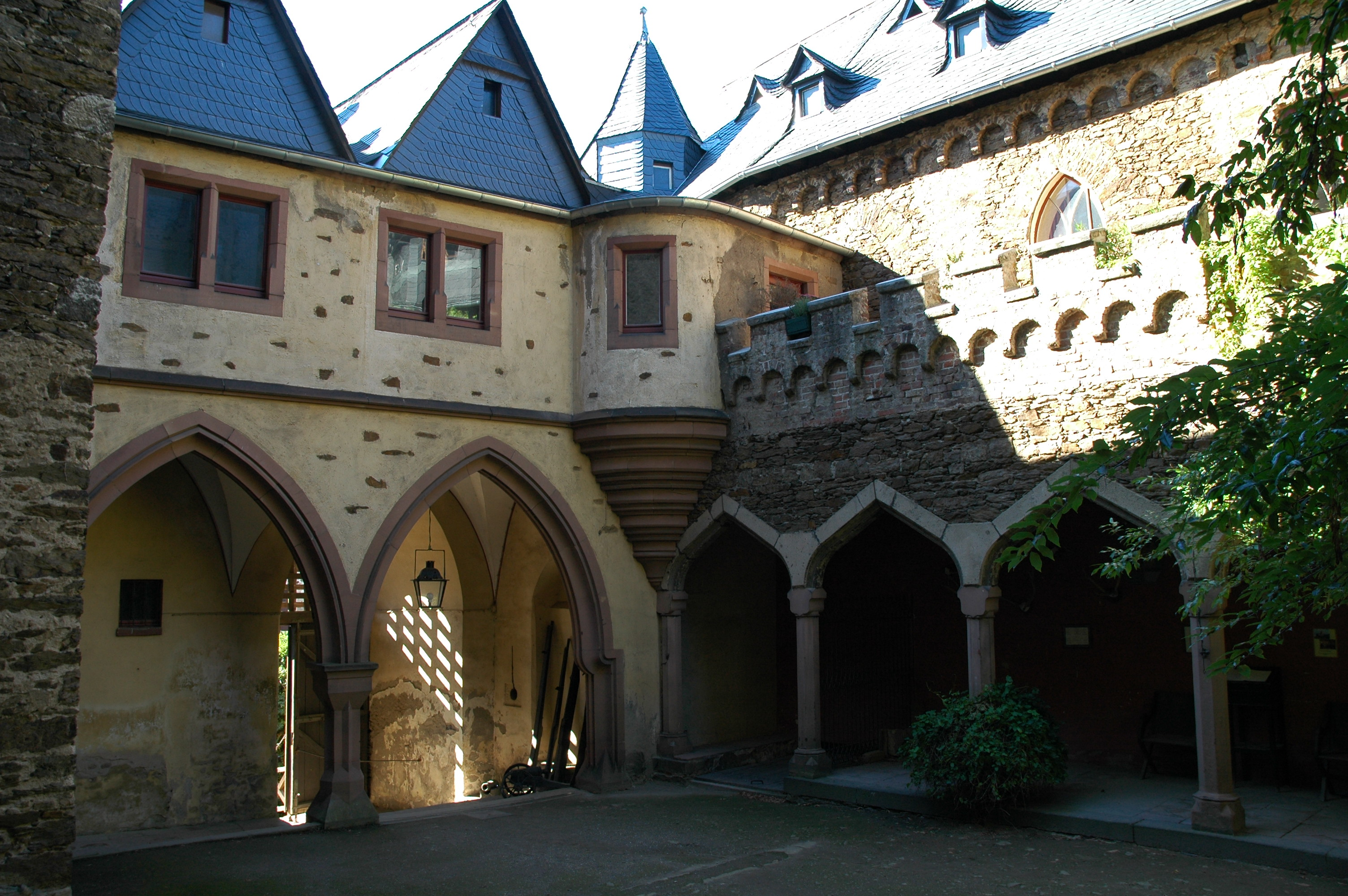
Lahneck Innenhof

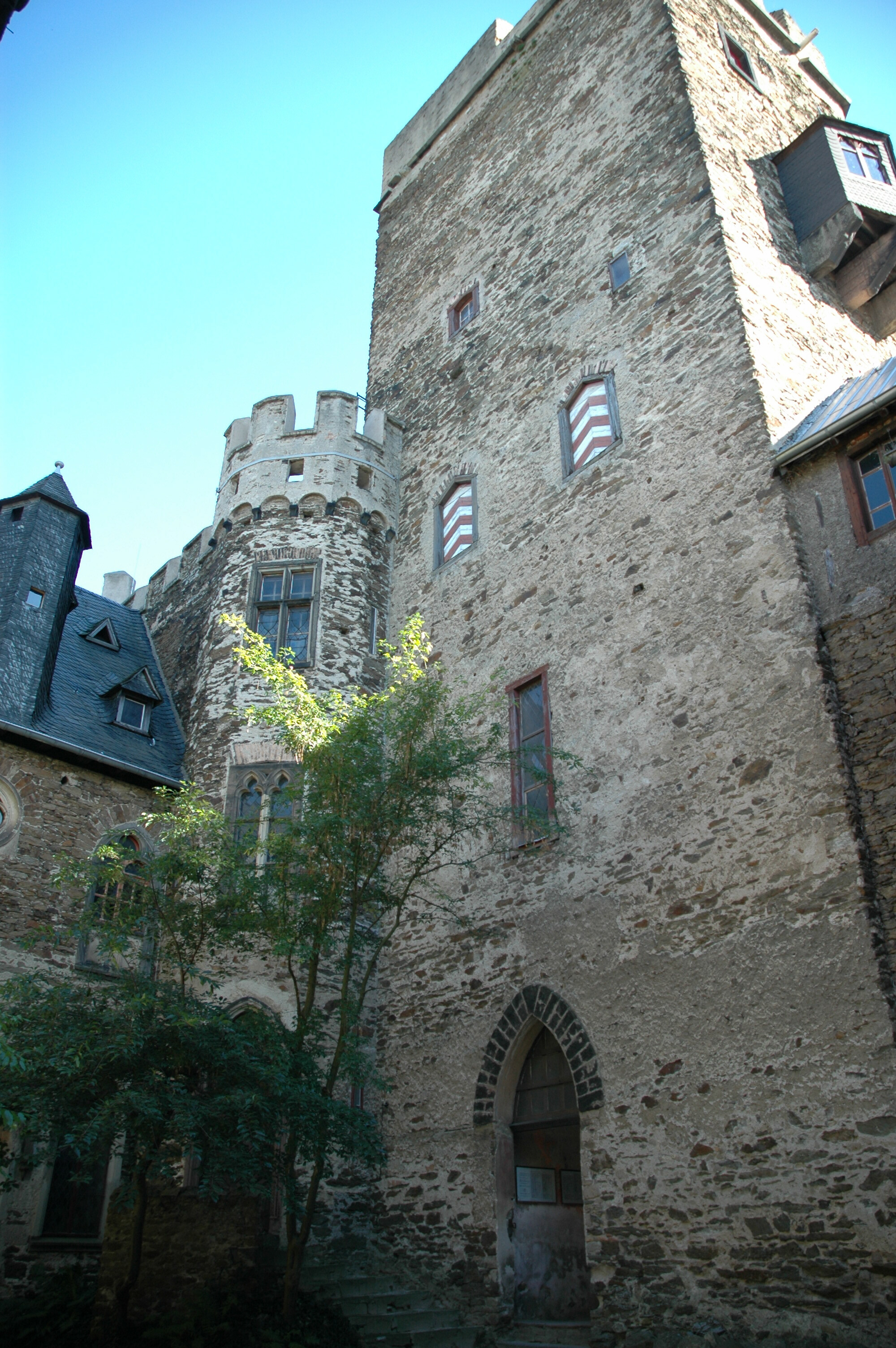
Bergfried vom Innenhof

Seit 1226 erbaute der Mainzer Erzbischof und Kurfürst Siegfried III. von Eppstein Burg Logenecke oder Burg Loynecke, wie sie nach dem damaligen Namen der Lahn genannt wurde, zum Schutz seines Gebietes an der Lahnmündung, an der sowohl der Ort Lahnstein wie das Silberbergwerk Tiefenthal durch kaiserliches Lehen Friedrichs II. 1220 an Kurmainz gekommen waren. Im Gegensatz zu vielen Rheinburgen diente Burg Lahneck wegen ihrer zu großen Entfernung vom Rhein nicht als Zollburg, diese Aufgabe kam dem unmittelbar am Rhein gelegenen Schloss Martinsburg zu.
1245 wurde die Burgkapelle erbaut. Im gleichen Jahr wurde erstmals die Burg und auch ein Ritter Embricho von Lahneck als Burggraf erwähnt.
1298 war König Adolf von Nassau Gast auf der Burg, kurz bevor er in der Schlacht bei Göllheim im Kampf gegen König Albrecht I. von Österreich fiel.
1307 wird ein Friedrich urkundlich als Burggraf zu Lahneck genannt, da er dem Deutschordenskommende in Kobenz Wein und Weizen schuldig war. 1332 gewährte Papst Johannes XXII. für die Teilnahme am Gottesdienst in der Sankt Ulrich geweihten Burgkapelle einen Ablass von 40 Tagen. Eine Kopie des Ablassbriefes ist in der Kapelle zu sehen, das Original befindet sich im Stadtarchiv von Lahnstein.
Am 15. Juli 1338 nahm der Mainzer Kurfürst und Erzbischof Heinrich III. von Virneburg von Burg Lahneck aus an der Versammlung der Kurfürsten in Rhens teil, die dann zum Kurverein zu Rhense führte.
Nach 1365 wandelte sich der Burgname mit dem der Lahn von Loynecke in Lahneck.
1400 wurde am 20. August König Wenzel von den vier auf Burg Lahneck tagenden rheinischen Kurfürsten – den Erzbischöfen von Mainz, Trier und Köln und dem Pfalzgrafen bei Rhein – für abgesetzt erklärt. Als Gast des Mainzer Erzbischofs Johann II. von Nassau weilte Friedrich V., Burggraf von Nürnberg, unter vielen Abgesandten der Städte auf der Burg. Am folgenden Tag wurde Ruprecht von der Pfalz auf dem Königsstuhl zu Rhens von den gleichen Kurfürsten, d. h. also mit seiner eigenen Stimme, zum deutschen König gewählt.
1475 zu Beginn seiner zweiten Amtszeit wurde von Erzbischof Diether II. von Isenburg ein zweiter Mauerring mit Zwinger, drei Schalentürmen, dem Fuchsturm und einen viereckigen Torturm zur Angriffsseite vorgelagert.
Albrecht Dürers Silberstiftzeichnung von zwei Burgen, die er auf seiner Rheinreise 1520/1521 von Holland kommend anfertigte, zeigt nach heutiger Auffassung nicht Burg Lahneck, sondern vermutlich Burg Rheinfels bei Sankt Goar und Burg Stolzenfels am Rhein.
1632 und 1636, während des Dreißigjährigen Krieges, richteten schwedische und kaiserliche Truppen die Burg „ziemblicher mahsen“ zu, und die Burg verlor danach an Bedeutung. In dieser Zeit fertigte Wenzel Hollar eine Zeichnung der Burg Lahneck an.
1688 schossen französische Truppen im Pfälzischen Erbfolgekrieg die letzten Dächer in Brand.
1803 kam im Zuge der von Napoleon Bonaparte betriebenen Säkularisation der geistlichen Fürstentümer die Burg Lahneck zum Herzogtum Nassau, im selben Jahr an den Amtmann Peter Ernst von Lassaulx.
1852 begann ein neugotischer Ausbau durch den schottischen Eisenbahnunternehmer Edward A. Moriarty, Direktor der Rechts-Rheinischen Eisenbahngesellschaft, der die Ruine 1850 erwarb, und seit 1864 durch Gustav Göde.
1878 erwarb Graf Ewald von Kleist-Wendisch-Tychow die Burg für seine Frau Anna geb. Freiin von Kleist, die dort 1892 verstarb. 1893 wurde der Fabrikant Hauswald aus Magdeburg Eigentümer der Burg. 1907 erwarb der Fregattenkapitän und spätere Vizeadmiral der kaiserlichen Marine Robert Mischke die Burg, die seitdem im Besitz seiner Familie, der Erbengemeinschaft Mischke/von Preuschen ist. Bis 1937 erfolgte der weitere Wiederaufbau unter der Leitung des Karlsruher Architekturprofessors und Arztes Karl Caesar (* 24. Dezember 1874 in Münster, † 10. Mai 1942 in Berlin). 1936–38 wurden die romantisierenden Zinnenkränze und Flachdächer entfernt und teilweise durch Spitzdächer ersetzt
Seit den 1930er Jahren kann man die Burg zu bestimmten Zeiten besichtigen (siehe Veranstaltungen). Die Wohnräume im 1. Obergeschoss sind zeitweise noch bewohnt.

## Besonderheiten
Die Burg hat einen Bergfried (Höhe ca. 29 m) mit einem im Burgenbau selten anzutreffenden fünfeckigem Grundriss ähnlich der Burg Stolzenfels. Die spitze Seite ist gegen Süden, der schwächsten Seite der Burg, gerichtet. Man ging davon aus, dass vom sogenannten Streitacker abgeschossene Steinkugeln an der Spitze eher abglitten, anstatt auf einer ebenen Fläche Beschädigungen zu verursachen.
Die gotische Burgkapelle war dem Heiligen Ulrich geweiht. Eine päpstliche Urkunde aus dem Jahre 1332 gewährte den Besuchern der Kapelle einen vierzigtägigen Kirchenstrafenerlass (Ablass). Erste Erwähnung 1245 als Sitz des vom Kurfürsten Siegfried III. von Mainz eingesetzten Burggrafen Embricho von Logenecke (Lahneck).
Burg Lahneck bildete bis 1803 die nördlichste Exklave des Kurfürstentums Mainz. Kirchlich gehörten Burg Lahneck und die Stadt Oberlahnstein zum Erzbistum Trier.

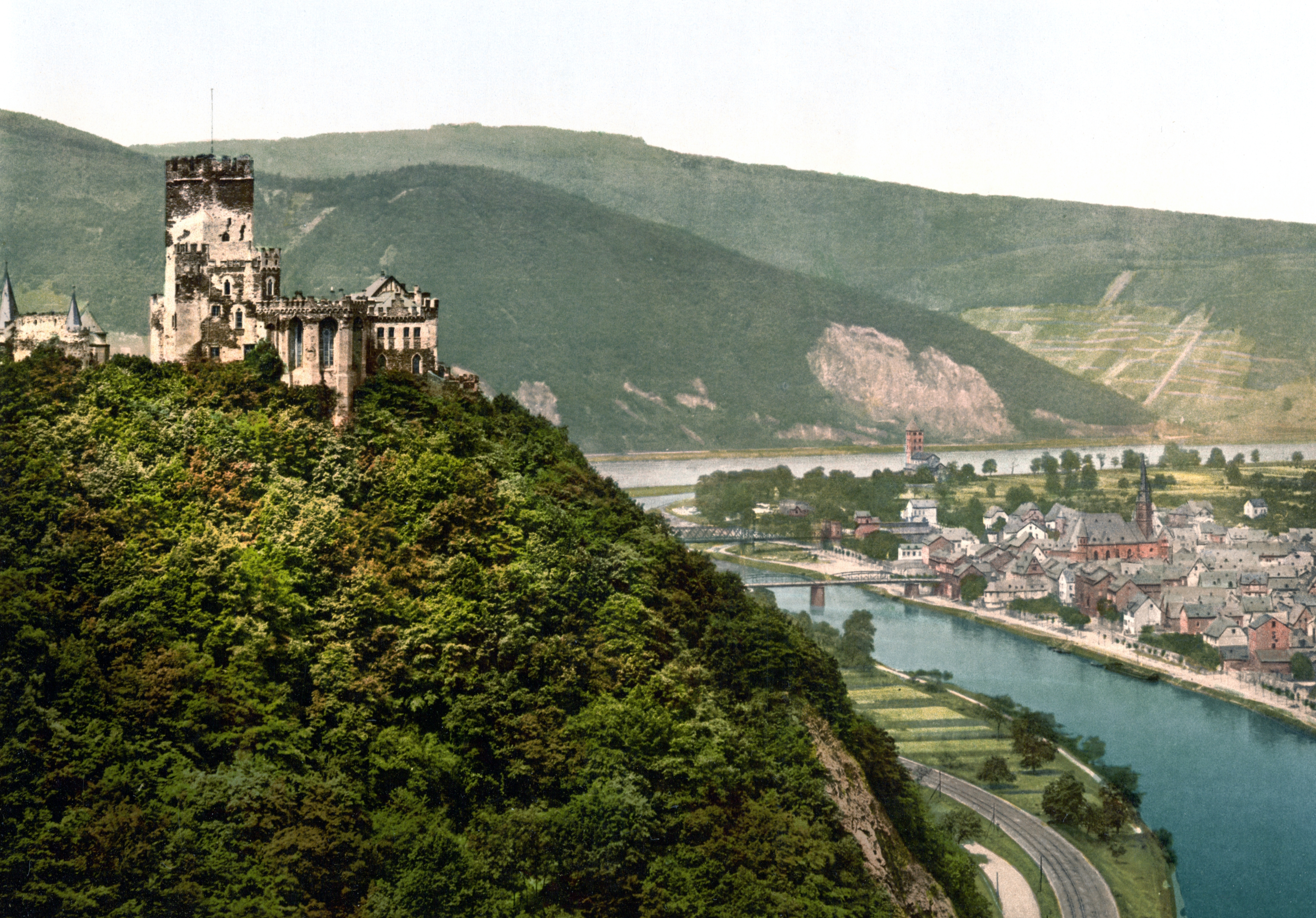
Burg Lahneck um 1900

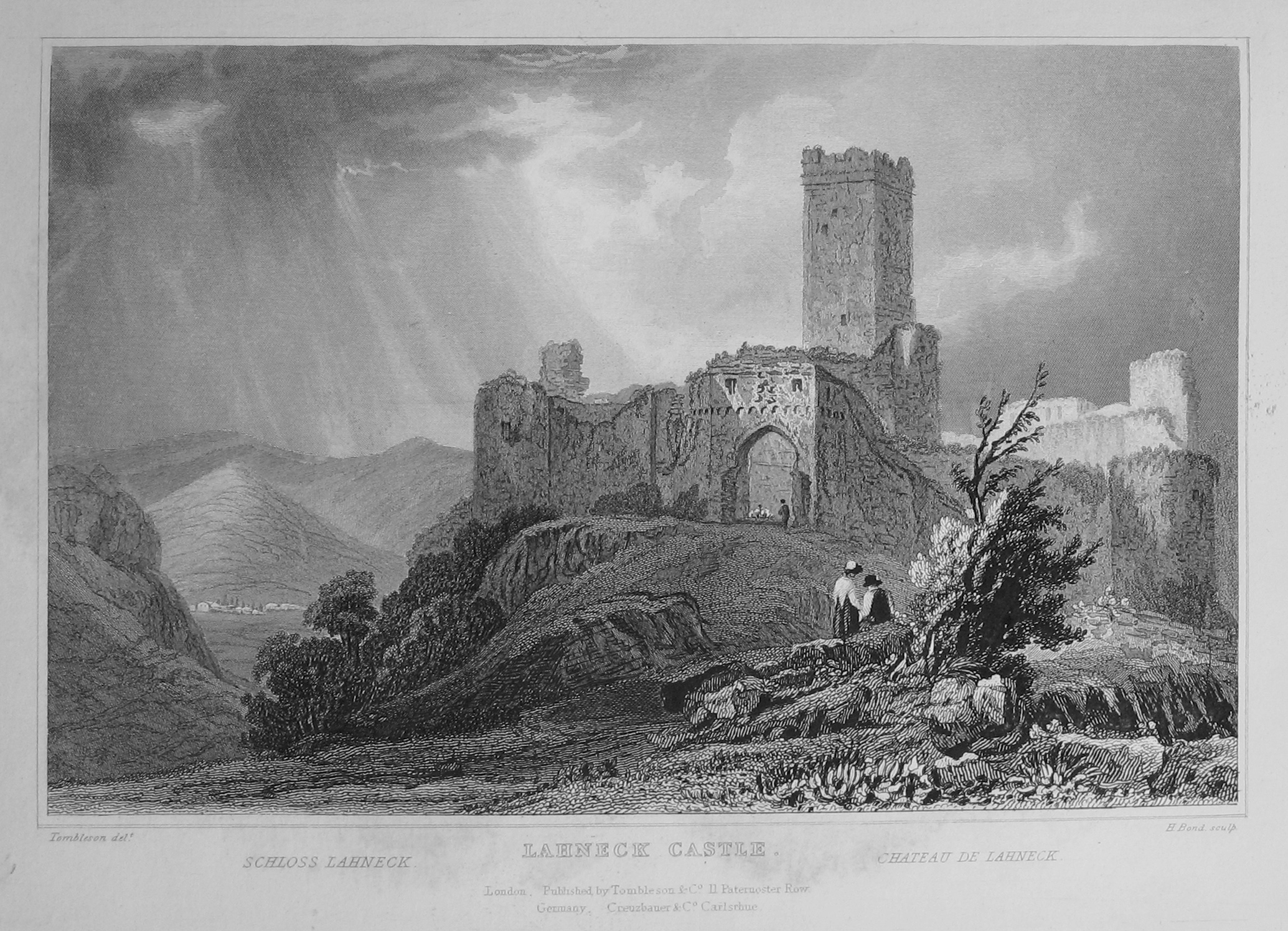
Ruine der Burg Lahneck, Stahlstich nach William Tombleson, 1840

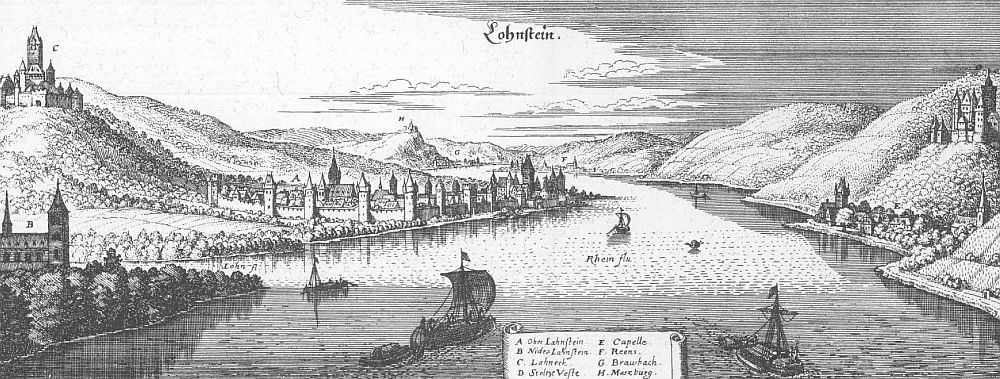
Lahnstein mit Burg Lahneck und Burg Stolzenfels, Stich von M. Merian, 1655

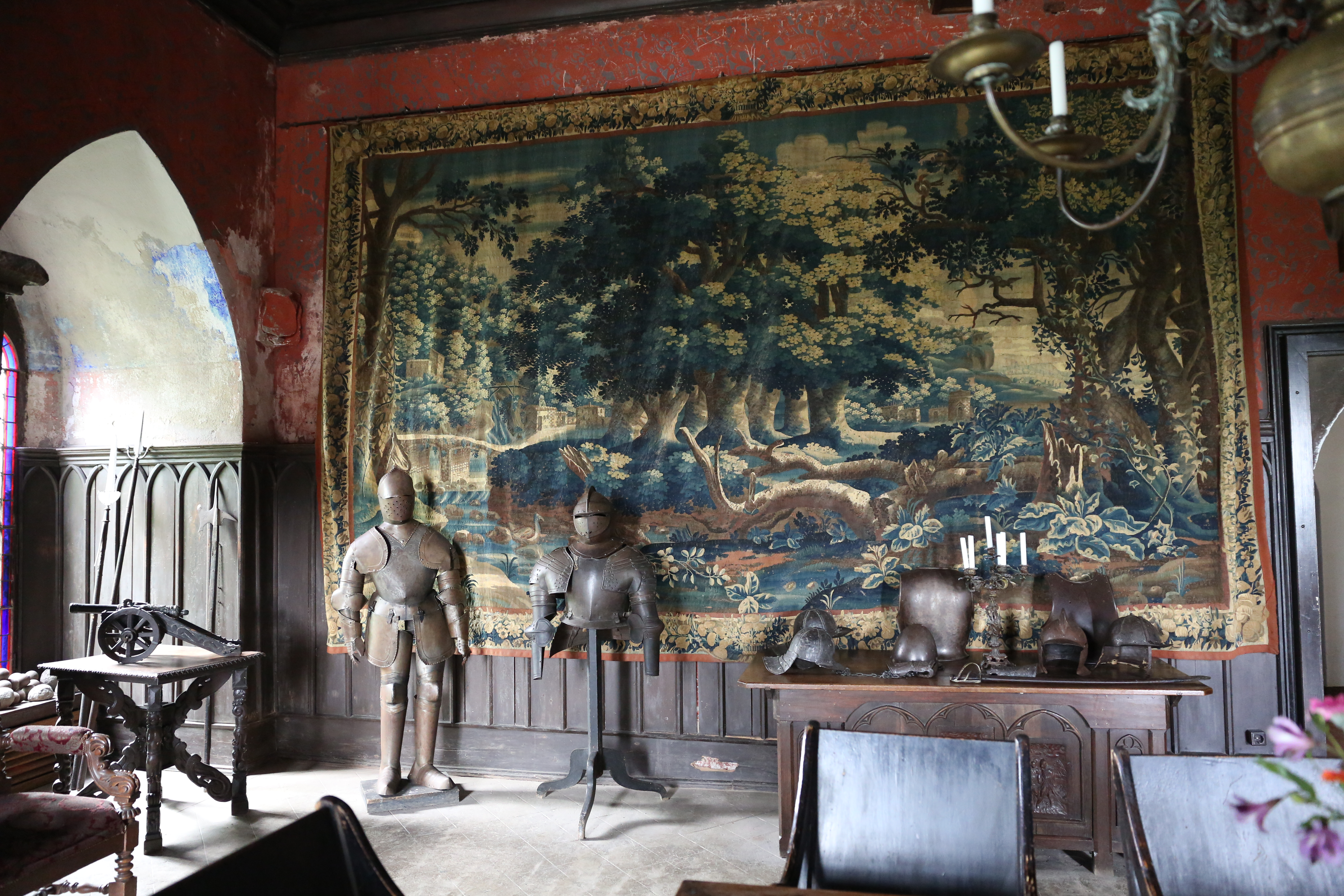
Burg Lahneck, Rittersaal, an der Wand ein echter Gobelin

### Geistesgruß
Goethe, Johann Caspar Lavater und Johann Bernhard Basedow legten auf ihrer Schiffsreise von Ems nach Neuwied am 18. Juli 1774 in Lahnstein an und nahmen im dortigen Wirtshaus an der Lahn das Mittagessen ein. Im Angesicht der Burg Lahneck diktierte Goethe das Gedicht Geistesgruß, eine Vorstufe von Gretchens Lied „Der König in Thule“ in Faust. Eine Tragödie.
Hoch auf dem alten Turme steht

Des Helden edler Geist,

Der, wie das Schiff vorübergeht,

Es wohl zu fahren heißt.

Sieh, diese Senne war so stark,

Dies Herz so fest und wild,

Die Knochen voll von Rittermark,

Der Becher angefüllt;

Mein halbes Leben stürmt' ich fort,

Verdehnt’ die Hälft’ in Ruh’

Und Du, Du Menschen-Schifflein dort,

Fahr immer, immer zu!

### Sagen
Einer von vielen Sagen nach sollen sich die letzten zwölf Tempelritter 1312 auf der Burg Lahneck engagiert gegen die Truppen des Erzbischofs Peter von Aspelt verteidigt haben.

### Idilia Dubb
Angeblich verdurstete die 17 Jahre alte Touristin Idilia Dubb aus Edinburgh 1851 auf dem Bergfried der Höhenburg, nachdem die morsche Treppe hinter ihr eingestürzt war, und hinterließ dort ein Tagebuch ihrer letzten vier Lebenstage, das mit dem 19. Juni endet. Dieses soll wie auch ihr Skelett erst Jahre später bei der Restaurierung des Turmes gefunden worden sein. Der Turm bietet weiten Ausblick in das Lahntal, und in das Rheintal nach Schloss Stolzenfels und Koblenz. Er ist jedoch für Besucher nicht zugänglich.

## Wanderweg
Die Burg steht an den ausgezeichneten rechtsrheinischen Wanderwegen, am Rheinsteig, am Rheinhöhenweg, am Lahnhöhenweg und am Jakobsweg (Lahn-Camino). Hier kreuzen sich die Wanderwege der Rheinhöhe mit den Wanderwegen der Lahnhöhe.

## Veranstaltungen
- Burgführungen, bei denen auch der Bergfried bestiegen werden kann, finden vom 1. April bis Allerheiligen statt.
- Kerzenführungen (Informationen hierzu bei der Tourist-Information der Stadt Lahnstein)
- Rhein in Flammen: Großfeuerwerke und Schiffskonvoi am 2. Samstag im August entlang Spay, Braubach mit der Marksburg, Brey, Rhens, Schloss Stolzenfels, Lahnstein mit der Burg Lahneck und der Mündung der Lahn zum Höhenfeuerwerk von der Festung Ehrenbreitstein in Koblenz.

## Denkmalschutz
Die Burg Lahneck ist ein geschütztes Kulturdenkmal nach dem Denkmalschutzgesetz (DSchG) und in der Denkmalliste des Landes Rheinland-Pfalz eingetragen. Sie steht in der Gemarkung von Oberlahnstein.
Seit 2002 ist die Burg Lahneck Teil des UNESCO-Welterbes Oberes Mittelrheintal. Des Weiteren ist sie ein geschütztes Kulturgut nach der Haager Konvention und mit dem blau-weißen Schutzzeichen gekennzeichnet.